# Diocesi di Tacia Montana
La diocesi di Tacia Montana (in latino Dioecesis Taciamontanensis) è una sede soppressa e sede titolare della Chiesa cattolica.

## Storia
Tacia Montana, identificabile con le rovine di Bordj-Messaoudi nell'odierna Tunisia, è un'antica sede episcopale della provincia romana dell'Africa Proconsolare, suffraganea dell'arcidiocesi di Cartagine.
Mesnage propende per distinguere fra la sede di Tacia e quella di Tacia Montana, perché al concilio dei vescovi della Proconsolare nel 646 sono presenti Probo, episcopus Taciae Montanensis, e Vittore, episcopus ecclesiae municipii Tagiae.
Oltre a Probo, appartiene alla sede di Tacia Montana il vescovo Ruffino, menzionato nel concilio cartaginese del 525 come episcopus Tatiae Montanae. A differenza di Morcelli, Mesnage attribuisce i vescovi Metus (o Mettun) e Cresconio ad altre sedi episcopali (rispettivamente a Canina e a Tigia).
Dal XX secolo Tacia Montana è annoverata tra le sedi vescovili titolari della Chiesa cattolica; dal 20 giugno 2020 il vescovo titolare è José Amable Durán Tineo, vescovo ausiliare di Santo Domingo.

## Cronotassi

### Vescovi
- Metus † (menzionato nel 349)
- Cresconio † (menzionato nel 393)
- Rufino † (menzionato nel 525)
- Probo † (menzionato nel 646)

- Hippolyte Louis Bazin, M.Afr. † (27 luglio 1901 - 30 novembre 1910 deceduto)
- Cleto Cassani † (19 gennaio 1911 - 5 gennaio 1917 nominato arcivescovo di Sassari)
- Louis-Christian-Marie de Coomann, M.E.P. † (12 giugno 1917 - 7 giugno 1970 deceduto)
- Louis Antoine Marie Boffet † (24 giugno 1970 - 15 maggio 1976 succeduto vescovo di Montpellier)
- Werner Franz Siebenbrock, S.V.D. † (12 ottobre 1988 - 9 novembre 1994 nominato vescovo di Nova Iguaçu)
- Jacinto Tomás de Carvalho Botelho (31 ottobre 1995 - 20 gennaio 2000 nominato vescovo di Lamego)
- Fernando Antônio Saburido, O.S.B. (31 maggio 2000 - 18 maggio 2005 nominato vescovo di Sobral)
- Lambert Bainomugisha (2 luglio 2005 - 25 aprile 2020 nominato arcivescovo di Mbarara)
- José Amable Durán Tineo, dal 20 giugno 2020